# Nongoma (Sudafrica)
Nongoma è un centro abitato del Sudafrica, situato nella provincia del KwaZulu-Natal.
Al suo interno si colloca Izigodlo, il comprensorio delle dinastie zulu che include il palazzo reale di KwaKhangelamankengane.